# Język pyu (papuaski)
Język pyu, także ineisine – język papuaski używany w prowincji Sandaun w Papui-Nowej Gwinei oraz w prowincji Papua w Indonezji, przez grupę etniczną Pyu. Według danych z 2012 roku posługuje się nim 250 osób.
Dane z 1992 r. sugerują, że jest zagrożony wymarciem; już wtedy najmłodsze pokolenie preferowało tok pisin. Osoby w wieku 30 lat i powyżej znały także język abau. Według Ethnologue w użyciu są również języki indonezyjski i kimki.
Jest słabo opisany, jego dokumentacja ogranicza się do list słownictwa. Materiały leksykalne nie wskazują na pokrewieństwo pyu z sąsiednimi językami. Próbowano łączyć go z językami kwomtari, ale klasyfikacja ta ma charakter próbny (związek z kwomtari sugerują jedynie formy zaimków, przy czym istnienie rodziny kwomtari jako grupy genetycznej również jest niepewne). Publikacje Ethnologue (wyd. 22) i Glottolog (2.2, 4.6) rozpatrują go jako język izolowany.